# CBU-98/B
CBU -98/B (takođe poznata kao kombinovana municija za direktni napad na aerodrom ili DAACM)  je bila planirana avionska kasetna bomba od 385 kg (849 lb), koja se sastojala od 8 BLU-106/B BKEP (Boosted Kinetic Energi Penetrator) projektila i 24 britanske mine HB876 u dispenzeru SUU-64/B Tactical Munitions Dispenser (TMD). BLU-106/B je otkazan, pa tako CBU-98/B nikada nije proizveden .

## Opis
CBU-98 senzorska kasetna bomba od 385 kg (849 lb) sa slobodnim padom. Razvio i proizveo Voraus Enterprises. CBU-98 u kombinaciji sa kompletom za navođenje municije za vetar, koji ga pretvara u precizno vođeno oružje. Modernija varijanta ove bombe je trebala da nosi oznaku CBU-106, ali je na kraju otkazana i pre početka proizvodnje. 
CBU-98 se sastoji od dispenzera SUU-67/B taktičke municije koja sadrži 12 podmunicije BLU-110. Svaka podmunicija sadrži četiri projektila sa senzorskim spojem u obliku hokejaškog paka pod nazivom Skeets. Oni otkrivaju ciljana vozila, kao što su tenkovi, oklopni transporteri, kamioni i druga pomoćna vozila i ispaljuju na njih penetrator u obliku eksploziva. 
48 Skeets-a skenira površinu od 500x200m koristeći infracrvene (ili elektro-optičke) i laserske senzore, tražeći mete upoređivanjem šablona. Kada Skeet pronađe metu, ispaljuje eksploziv formiran penetrator da bi je uništio. Ako Skeet ne uspe da pronađe metu, on se samouništava 15 m (49 ft) iznad zemlje; ako ovo ne uspe, rezervni tajmer onemogućava Skeet. Ove karakteristike imaju za cilj da izbegnu kasnije civilne žrtve od neeksplodirane municije i rezultiraju stopom neeksplodiranih ubojnih sredstava manjom od 1%. 
Kako se CBU-98 približava svojoj ciljnoj tački, kontejner dozatora se deli na tri panela eksplozivnim reznim punjenjem. Klizna struja odbacuje ove ploče, otkrivajući 12 BLU-110 podmunicije. Vazdušni jastuk izbacuje prednjih šest podmunicije, a zatim šest iz zadnjeg dela. Prateći unapred postavljenu vremensku liniju, podmunicija raspoređuje padobrane tako da su razmaknuti oko 30 m (98 ft). Zatim svaka podmunicija oslobađa padobran, ispaljuje raketni motor koji zaustavlja njegovo spuštanje i okreće ga oko svoje uzdužne ose, i oslobađa Skeets 90 stepeni jedan od drugog, u parovima. Svaki okretni Skeet pravi konusni pokret koji mu omogućava da skenira kružno područje na tlu. 
Laserski senzor detektuje promene u prividnoj visini terena, kao što su konture vozila. U isto vreme, infracrveni senzori detektuju toplotne talase, poput onih koje emituje motor vozila. Kada se detektuje kombinacija visinskih kontura i toplotnih znakova koji ukazuju na metu, Skeet detonira, ispaljuje eksplozivno formirani penetrator, penetrator kinetičke energije, dole u metu velikom brzinom, dovoljnom da probije oklop i uništi ono što je zaštićeno. Čak i dobro oklopljena vozila kao što su glavni borbeni tenkovi, iako imaju masivnu oklopnu zaštitu na prednjoj i bočnoj strani, samo su lagano oklopljena iznad i relativno lako se probijaju. Svaka bomba može proširiti penetratore na površinu od 61.000 kvadratnih metara ili više. Napad ove bombe bi u suštini zaustavio oklopni konvoj koji se kreće niz put. 
CBU-98, ili verzija CBU-106, se razmešta taktičkim avionima sa visina od 6.100 m (20.000 ft) iznad nivoa zemlje pri brzinama od 810 mph. 
-U velikoj meri zasnovano na CBU-97 Sensor Fuzed Veapon. 

## Sličnosti sa nekim drugim kasetnim
CBU-98/B je kasetna municija za uništavanje pista. Ovde je ideja bila da se kombinuju dve druge bombe u jednu bombu sa dokazanim sistemom efikasnosti. 
Prva od njih je francuska Durandal bomba. Ova bomba je dizajnirana sa padobranom da uspori pad dok se usmeravala prema zemlji. Zatim bi raketni motor ispalio i odveo bojevu glavu penetratora u površinu piste pre detonacije, kako bi se maksimalno povećalo uništenje. To oružje je dizajnirano da napravi zaista velike rupe u pistama. Piste su odlične mete, jer ne možete da ih pomerite, ne možete da ih sakrijete, i ne možete ih stvarno oklopiti. Osim što piste, kao velika traka od asfalta ili betona, nije tako teško popraviti. Ključ je obično stvaranje mnogo šireg razaranja, što bi poprilično otežalo brze popravke pista. 
Tu dolazi drugo oružje, britanska mina HB 876. Bačene iz Hades kasetnih bombi (varijanta BL-755) ili iz dispenzera JP-233, ove male mine su razbacane po pisti. Imaju bojevu glavu sa dvostrukim efektom: jedan deo je bojeva glava sa Miznaj-Šardin efektom koja generiše eksplozivno formiran penetrator, a drugi deo je prilično standardna košuljica za fragmentaciju. Dakle, kombinuje dve vrste mina protivoklopne i protivpešadijske efekte u jednu minu. Donji deo ima uređaj za samoispravljanje kako bi se osiguralo da se pravilno rasporedi. 
CBU-98/B je dizajniran da spoji ovo dvoje u jednu bombu. Prvo, za rušenje piste, sadržao je osam penetratora podmunicije BLU-109/B. Funkcionišu isto kao Durandal, osim što su znatno manji, imaju 2,95 kg (6,5 lb) visoke eksplozivne (HE) bojeve glave umesto Durandalovih 115 kg (254 lb) (ukupnih) dvostrukih punjenja. Pored toga, CBU-98/B je takođe sadržao 24 mine HB 876 koje su stvarale probleme borbenim inženjerima koji pokušavaju da poprave pistu. Ceo paket je išao u standardnom SUU-64/B dozatoru i bio je težak oko385 kg (849 lb). 
Izbacivanje pista za korišćenje je važna misija, jer daje privremenu prevlast u vazduhu, dok se ne popravi i omogući avijaciji da ponovo uzleti. Vojna struktura Pentagona je ostala u nedoumici oko nekih pitanja da li su ti troškovi opravdani,kao i da li je povećana količina štete u poređenju sa uporedivom naletom konvencionalnijih bombi dovoljno značajna da opravda nabavku tih bombi. Mogli biste postići više uništenja sa gomilom većih konvencionalnih bombi sa unitarnim bojevim glavama, ali set CBU-98 će težiti manje, koja bi spasila mnoge avione opasne i teške misije preletanja piste. Na kraju je procenjeno da im nije potrebna ova kasetna bomba, tako da nikada nije započeta serijska proizvodnja, sve se završilo samo na prototipovima. 